# Гистав Курбе
Гистав Курбе (фр. Gustave Courbet; Орнан, 10. јун 1819 — Тур де Пеј, 31. децембар 1877) био је француски сликар. Курбе је највећи представник реализма у сликарству и дао је печат целом покрету. 

## Рани живот и дело
Гистав Курбе је рођен у Орнану на истоку Француске, као син успешног пољопривредника Елеонор-Режиса и Силвије Курбе. Након свршетка краљевског колеџа и колеџа лепих уметности у Бесансону, одлази у Париз 1841. године, с намером да студира право. Међутим, у Паризу се посветио сликању копирајући дела старих мајстора у Лувру. Елеонор-Режис је поштовао свога сина и када му је овај објавио да намерава да постане сликар уместо „провинцијски” адвокат, он је пристао рекавши сину: „Ако неко одустане, то ћеш бити ти, а не ја”, додајући да ће, уколико буде потребно, продати земљу и винограде, па чак и куће да би помогао сину.  
Ослобођен сваке финансијске бриге, млади Курбе је могао да се потпуно посвети својој уметности. Техничко знање је стекао копирањем дела Дијега Веласкеза, Хосе де Рибере и других шпанских сликара 17. века. Године 1844., када је имао 25 година, и после неколико неуспешних покушаја, његов Аутопортрет са црним псом, насликан између 1842–1844, прихваћен је за Салон — годишњу јавну изложбу уметности у Француској, коју је спонзорисала Академија лепих уметности. Када је наредних година жири Салона три пута одбијао његов рад због неконвенционалног стила и смеле тематике, Курбе је и даље остао непоколебљив и наставио да конкурише.

## Развој реализма
Револуција из 1848. године увела је Другу републику у Француској и нови либерални дух који је за кратко време у великој мери утицао на уметност. Салон је тада своју изложбу одржао не у Лувру, већ у суседним галеријама Тилерија. Курбе је тамо излагао 1849. године, а његов рани рад је дочекан са значајним признањем критике и јавности. 
Године 1849. посетио је своју породицу у Орнану да би се опоравио од ужурбаног живота у Паризу и, поново инспирисан својим родним крајем, направио је две од својих највећих слика: Туцачи камена и Сахрана у Орнану. Насликано 1849. године, дело Туцачи камена је реалистичан приказ две фигуре које обављају физички рад у неплодној сеоској средини. Сахрана у Орнану, из наредне године, приказ је сељачке сахране на платну монументалних димензија са више од 40 фигура у природној величини. Оба дела радикално одступају од контролисаних и идеализованих слика неокласичне и романтичарске школе; приказују живот и осећања не аристократа и буржуја, већ скромних сељака, и то са реализмом који није био својствен времену. Чињеница да Курбе није величао своје сељаке претварајући их у „аркадијске хероје”, већ их је храбро и оштро приказао, напала је тада преовлађујуће обичаје у свету уметности.
Курбе, пријатељ многих писаца и филозофа свог времена, укључујући песника Шарла Бодлера и социјалног филозофа Пјера Жозефа Прудона, постао је вођа нове школе реализма, која је временом превладала над другим савременим покретима. Један од одлучујућих елемената за развој реализма била је Курбеова доживотна везаност за традицију и обичаје његове родне провинције, Франше-Конте, и његовог родног Орнана, једног од најлепших места у провинцији. 
После кратке посете Швајцарској, вратио се у Орнан, а крајем 1854. започео је огромно платно, које је завршио за шест недеља: Сликарски атеље, алегорију свих утицаја на Курбеов уметнички живот, који су приказани као људске фигуре из свих слојева друштва. Сам Курбе председава свим фигурама са уображеношћу генијалца, радећи на пејзажу и окрећући леђа нагом моделу, симболичној представи академске традиције. Када је жири одбио слику на Светској изложби 1855. године, Курбе је, уз финансијску подршку пријатеља, отворио сопствени „павиљон реализма” како би изложио своја дела на месту близу званичне изложбе. Нажалост, предузеће је пропало; једино је сликар Ежен Делакроа у свом приватном Дневнику похвалио смелост и таленат Курбеа. 
Године 1856. Курбе је посетио Немачку, где су га колеге уметници срдачно дочекали. Три године касније, са 40 година и још увек радећи упркос оштрој критици у својој земљи, био је неприкосновени узор за нову генерацију сликара који су одступили од традиционалних сликарских школа, које су сматрали само препрекама умјетничком надахнућу. Курбе је радио у свим жанровима. Љубитељ лепшег пола, величао је женски акт на сликама задивљујуће топлине и сензуалности. Изводио је задивљујуће портрете, али је изнад свега славио Франш-Конте, чије су шуме, извори, стене и литице овековечене његовом визијом. 
Године 1865. поставио је свој штафелај испред литица Етрета, Довила, Трувила и других одмаралишта у моди током Другог царства. Пажљиво посматрајући ваздушне струје и олујно небо, успешно је приказао архитектуру олује у низу морских пејзажа. Ове слике су биле изузетно достигнуће које је задивило уметнички свет и отворило пут импресионизму, који је требало да постигне још већу чулност репродукцијом боје и светлости коју рефлектује предмет, уместо његовог строгог линеарног облика.

## Политички ангажман и прогон из Француске
Француско-немачки рат је избио 1870. године. Друго царство је пропало и проглашена је Трећа република. 18. марта 1871. основана је републиканска Париска комуна за борбу против Немаца у Француској, као и за борбу против Версајске војске, која је остала лојална Наполеону III и закључила примирје с Немцима, које су чланови Комуне оценили као понижавајуће. Курбе, који је тада изабран за председника Савеза уметника и задужен за поновно отварање музеја и организовање годишњег Салона, учествовао је у револуционарним активностима Комуне. Међутим, уместо да отвори музеје, одлучио је да заштити главне јавне споменике, посебно фабрику порцелана у Севру и палату у Фонтенблоу, јер је Париз био под сталним бомбардовањем немачке војске. Узнемирен и разочаран ексцесима Комуне, поднео је оставку 2. маја. 
Комуна је гласала за уништење стуба на Тргу Вендом подигнутог у част Велике армије Наполеона Бонапарте, и ту одлуку је извршила 16. маја. Комуну је 28. маја сломила Версајска војска, а 7. јуна Курбе је ухапшен у кући пријатеља. Пошто је сматран одговорним за рушење стуба, изведен је пред војни суд. Будући да је често истицао своје гађење према милитаризму који представља споменик, оптужен је да је био подстрекач, иако у то време ни на који начин није учествовао у његовом рушењу. 
Био је потребан жртвени јарац, а Курбе је произвољно изабран, упркос његовим протестима и протестима људи који су стварно били одговорни за рушење стуба, а који су побегли у Енглеску. Осуђен је на шест месеци затвора. Захваљујући интервенцији Адолфа Тјера, шефа привремене владе Републике Француске, изречена му је минимална новчана казна од 500 франака. Казну је служио прво у затвору св. Пелагије, а када се тешко разболео, пребачен је на клинику у близини Париза. Када је пуштен на слободу, пожурио је у Орнан у нади да ће повратити снагу. 
Када је Тјер поднео оставку 1872, бонапартистички посланици су поново отворили Курбеов случај и тужили га за трошкове обнове стуба. Заплењена му је сва лична имовина и све његове слике, а кажњен је са 500.000 златних франака. 
Немајући никакву алтернативу сем да напусти Француску јер није могао да плати казну, прешао је границу са Швајцарском 23. јула 1873. и настанио се у градићу Флурије. Поново је почео да слика, али, осећајући се несигурно тако близу Француске, прво се преселио у Виве, а затим у Ла Тур-д-Пе, где је купио стару гостионицу, прикладно названу Бон-Порт („Безбедан повратак”). Ту је умро у 58. години, физички и морално исцрпљен.

## Стваралаштво
Сматран „оцем реализма” Гистав Курбе је кроз своје стваралаштво испољио троструки сукоб прошлости, садашњости и будућности јасније него иједан други уметник његовог времена. Током каријере колебао се између педантског класицизма, еротског академизма и атмосферско-романтичарске интерпретације уметниковог света. 
Готово случајно створио је речита несентиминетализована сведочанства о савременом животу боље него иједан други сликар после 17. века. У неколико кључних студија предела, дао је изванредно експлицитне исказе о реалностима које ће толико доминирати сликарством 20. века: реалности плана слике и о реалности материјала којим је сликао — уљане боје. Није сасвим јасно да ли је сам Курбе икада схватио да је у својим сликама подизао много већу револуцију од политичке револуције због које је 1873. морао да избегне из Француске. 
Сахрана у Орнану, значајна је у историји модерног сликарства јер је поново утврдила неокласицистичко ограничавање илузионистичке дубине и поновила план слике. У свом истицању фактура боје умјетник се ослањао на експерименте романтичара и развијао их, иако је у виду имао друкчији циљ. Док су романтичари користили неравне површине боје да би подвукли неопипљиве елементе духа, Курбе их је користио као аналогије најопипљивијих видова обичног, свакодневног живота, безначајне али ипак дубоке у описивању реалности живота, туге и смрти. 
Сахрана у Орнану документује уметниково схватање да се треба бавити реалношћу света како га сам човек доживљава. Она је још значајна као један од првих доказа уметниковог схватања да је слика реалност за себе — дводимензионални свет раширеног платна, одређен природом и фактурном консистентношћу уљане боје — и да је дужност уметника да дефинише овај свет. Кроз дело се учвршћује не само Курбеов положај као утемељивача модерног реализма него и као првог експериментатора у оној врсти апстрактних облика који се сматрају антитезом реализма. 
У групи предела из педесетих и шездесетих 19. века, међу којима је Извор реке Лу, Курбе је експериментисао са неком врстом изразито крупног плана, сликајући стење нагло пресечено на ивицама слике да би постигао ефекат фотографског детаља. Такве слике можда дугују нешто уметности фотографије која се у то време појављивала и у својој фрагментарној импресији и у својој често пригушеној, каткад готово монохроматској боји. 
Педесетих година 19. века фотографи су пали под утицај академског салонског сликарства и фотографски пејзажи су почели да личе на романтичне слике барбизонске школе. Курбеови стеновити предели, међутим, сједињавали су осећање опажене стварности са још снажнијим осећањем за елементе и материјале којима се уметник служио: правоугаоник равни слике и нагомилану фактуру уљане боје која је потврђивала своју природу истовремено подражавајући груби, скулптурални изглед наглашених стена. 
Курбе је, касније у својој каријери, наставио да експериментише, приступајући пејзажу портрету, мртвој природи или фигури на најразноврснији начин, у зависности од тренутне моде. Ипак, продужила се његова опчињеност једном врстом реализма у којој је прецизно осматрање природе помешано са агресивним, изражајним формулисањем ликовних средстава; она је свој врхунац доживела у групи морских предела с краја шездесетих година. Чини се да је у морском пејзажу Таласи намерно изабрао једнолико пространство отвореног мора да би показао способност да ту тему преобрази у суштински дводимензионалну организацију у којој је трећа димензија остварена као рељефна фактура испупчене уљане боје.

## Курбеово наслеђе
Курбеова слава је наставила да расте после његове смрти. Клеветници често суде о његовој уметности само на основу његовог социјализма, игноришући чињеницу да су његова политичка уверења настала из великодушности и саосећања. Његов рад је, међутим, извршио велики утицај на модерне покрете који су га пратили. Он је наредним генерацијама сликара понудио не толико нову технику колико потпуно нову уметничку филозофију. Циљ његовог сликарства није био, како су то радиле претходне школе, да улепша или идеализује стварност, већ да је прецизно репродукује. Курбе је успео да ослободи своје сликарство уметничких клишеа, измишљеног идеализма и времена истрошених модела.
Он је рекао: Ја не сликам анђеле, јер их не видим, чиме негира машту и интуицију, већ користи искључиво оно што види, и онако како види. По њему је сврха реализма да укаже на социјалне неправде које трпе сељаци и радници, а не да приказује историјско сликарство које је било на првом месту у хијерархији Академије. Ради велика монументална платна на којима су анонимни сељаци и радници, људи са дна друштвене лествице који никада до тада нису били вредни пажње. Он је сликар своје епохе, само оног времена у коме живи. До тог момента уметници идеализују природу, али реалисти, напротив, сликају трауматичне и баналне ситуације. Оптужују га да уводи естетику ружног.
Слике Гистава Курбеа су у потпуној супротности у односу на у његово време владајуће стандарде сликарства. Тада се први пут раздвајају званични ставови Академије и они незванични. 1855. године је требало да Париз постане центар светске изложбе. Гистав Курбе је донео 40 слика комисији и они су све одбили. Онда је направио поред изложбе мали павиљон и унутра је изложио сва та дела. 
На свим својим малим сликама, Курбе је присутан. Једно од најпознатијих дела Гистава Курбеа је Туцачи камена , које је нажалост уништено. Идеолошки је најпровокативније. Старац и дечак припремају камен за пут, што нам говори о положају друштвених слојева и њиховој безизлазној ситуацији. Старац је почео са тешким радом још као младић, и читав живот ради напорно, без могућности да напредују. Показује да се не може напредовати у друштву, да ма колики труд уложили људи неће променити свој положај.

## Значајна дела
- Срећа поздравља генија (Љубавници у парку)
- Госпођице на обали Сене
- Туцачи камена (Путари)
- Сахрана у Орнану
- Одмор после вечере на Орнану
- Околина Орнана
- Просејавање